# Precious Images
Pour plus de détails, voir Fiche technique et Distribution.
Precious Images est un court métrage américain réalisé par Chuck Workman réalisé en 1986, présenté lors de la cérémonie des Oscars 1987.
Réalisé pour le 50e anniversaire du Directors Guild of America, il a remporté l'Oscar du meilleur court métrage en prises de vues réelles. C'est devenu un des courts-métrages les plus vus au monde, étant utilisé lors de l'ouverture des cérémonies des Oscars. Il a été présenté hors compétition au Festival de Cannes.

## Synopsis
Le film est un montage de plus de 470 extraits de films américains, allant de 1903 (Le Vol du grand rapide) jusqu'à 1985 (Rocky IV), en passant par La Panthère rose, des films d'horreur, et des célèbres comédies musicales comme West Side Story ou My Fair Lady,.

## Fiche technique
- Titre : Precious Images
- Réalisation : Chuck Workman
- Montage : Chuck Workman
- Durée : 8 minutes

## Nominations et récompenses
- 1987 : Oscar du meilleur court métrage en prises de vues réelles
- 2009 : Inscription au National Film Registry de la Bibliothèque du Congrès